# Хан Чжон У
Хан Чжон У (кор. 한정우, в прессе встречается неправильное написание «Хан Чжон Ву»; 26 декабря 1998, Республика Корея) — корейский футболист, полузащитник южнокорейского клуба «Гимпхо».

## Карьера
Воспитанник южнокорейского клуба «Суньсиль» (Сеул).
В начале 2019 года подписал контракт с казахстанский клубом «Кайрат». Дебютировал за новый клуб в матче против Астаны за Суперкубок Казахстана 2019 года.
В начале 2020 года перешёл в южнокорейский клуб «Сувон».

## Достижения
«Кайрат»
- Серебряный призёр чемпионата Казахстана: 2019